# مریدان (داراب)
مریدان (داراب)، روستایی از توابع بخش مرکزی شهرستان داراب در استان فارس ایران است.

## جمعیت
این روستا در دهستان قلعه بیابان قرار دارد و براساس سرشماری مرکز آمار ایران در سال ۱۳۸۵، جمعیت آن زیر سه خانوار بوده‌است.